# Nazan Eckes
Nazan Eckes Üngör, nata Nazan Khol (Colonia, 9 maggio 1976), è un personaggio televisivo e conduttrice televisiva tedesca.
Dal 2006 al 2010 ha presentato il programma televisivo Let’s Dance e dal 2013 al 2014 Deutschland sucht den Superstar.

## Biografia
Eckes, figlia di immigrati turchi di Eskişehir, ha conseguito la maturità nel 1995 a Leverkusen, dove suo padre lavorava come operaio in un'azienda chimica e farmaceutica.
Il suo tirocinio presso il canale televisivo musicale VIVA è stato seguito da un apprendistato giornalistico della durata di 18 mesi presso lo stesso canale. Nel 1998, Eckes è entrato a far parte di VIVA come giornalista televisiva regolare. Tra il 1998 e il 1999 ha anche lavorato come giornalista freelance per il quotidiano regionale in lingua turca Haftalık Posta.
Nel 1999, Eckes si è trasferita ad Amburgo e ha presentato le previsioni del tempo per il programma serale regionale di RTL Television, Guten Abend RTL. L'anno successivo ha presentato le previsioni del tempo nel telegiornale locale Punkt 12.
Dal 28 gennaio 2003, Eckes presenta regolarmente le notizie RTL II nei giorni feriali. Quell'anno ha presentato RTL Exclusiv e Life! - Die Lust zu leben come sostituto dei presentatori regolari mentre erano in vacanza. Ha anche presentato i World Music Awards con Ole Tillmann e Deutschlands beste Doppelgänger, uno spettacolo di sosia il sabato sera con Mike Krüger. Eckes ha fatto parte brevemente del team di presentazione per la copertura di RTL della Formula Uno, presentando pezzi sulla città e/o sul paese che ospita l'evento. Questo è stato scorporato in un programma separato intitolato Formel Exclusivin cui ha presentato temi di stile di vita e glamour nominalmente legati alla Formula Uno.
Da giugno 2004 in poi, ha ospitato Life! - Die Lust zu leben e anche di Bosporus Trend e RTL II Jahresrückblick, rassegna di fine anno del 2004 e 2005.
Nel 2006 ha ospitato "Let's Dance" con Hape Kerkeling, la versione tedesca della serie televisiva Dancing with the Stars. Nell'ottobre 2006 ha presentato Das große TV-Quiz, un programma a quiz. Ha anche interpretato una giornalista nella commedia televisiva tedesca Crazy Race 3 - Sie knacken jedes Schloss.
Nel 2007, Eckes ha ospitato la seconda stagione di Let's Dance Again con Hape Kerkeling e anche l'episodio Harry Potter e l'Ordine della Fenice - Il grande RTL-Special.

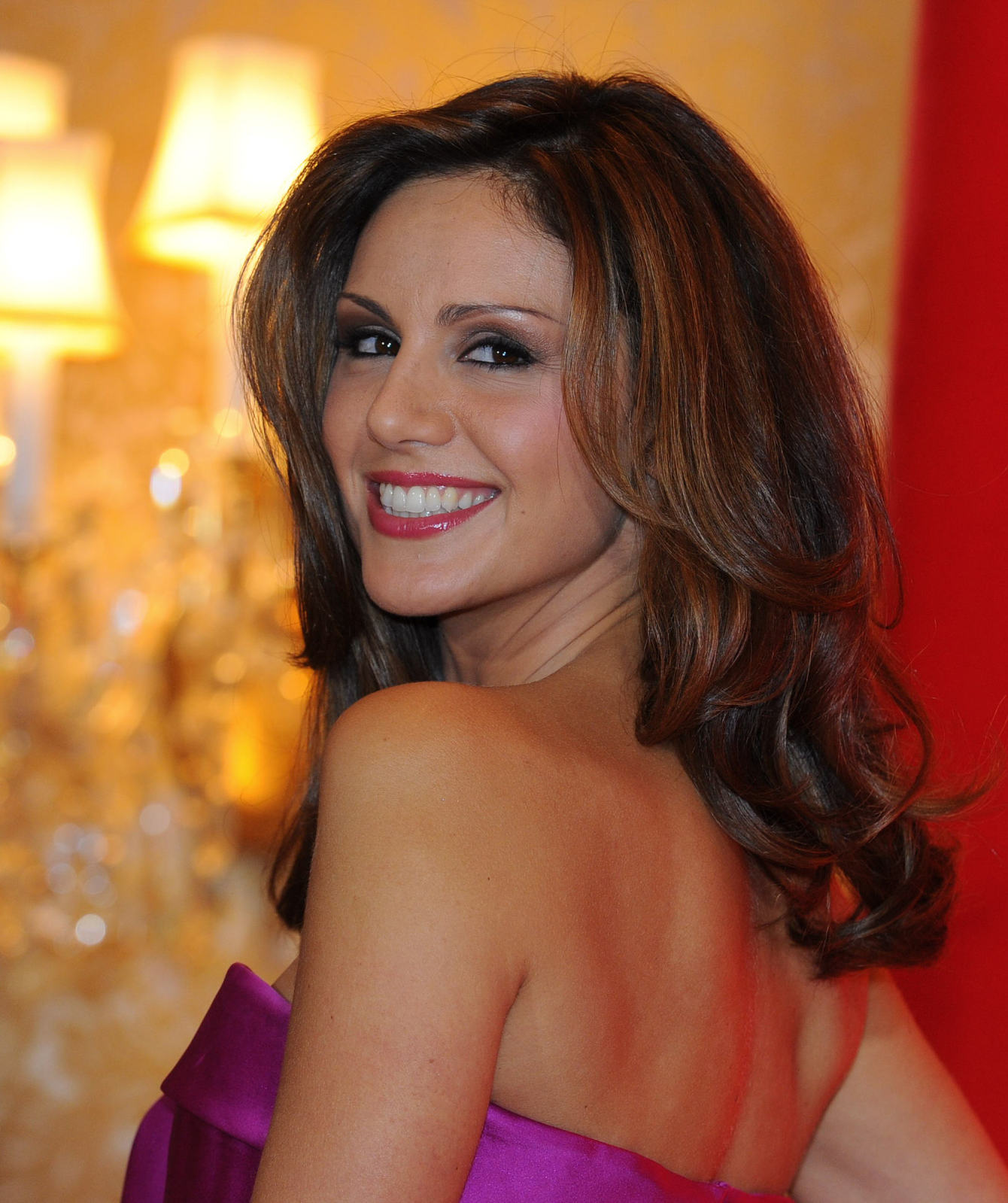
Eckes nel 2013

Nel 2009 e nel 2010, Eckes è testimonial di Pantene Pro V in Germania.
Nel 2016, Eckes ha collaborato con Clinique  unendosi alla Clinique Difference Initiative insieme ad altre sei donne ispiratrici come Difference Makers con l'obiettivo di potenziare e incoraggiare l'istruzione tra le donne. 
Nel 2019, Eckes ha preso parte come candidata a Let's Dance, lo spettacolo RTL che ha ospitato una volta.

## Vita privata
È stata sposata con Claus Eckes dal febbraio 2000 fino al loro divorzio nel 2007. Nel giugno 2012 ha sposato il pittore ed ex modello Julian Khol, il figlio più giovane del politico del Partito popolare austriaco Andreas Khol. Hanno due figli, entrambi maschi.